# Mračna pobjeda
Mračna pobjeda (eng. Dark Victory) je film  Edmunda Gouldinga iz 1939. s Bette Davis u ulozi žene koja se zaljubljuje i udaje za liječnika koji joj je operirao tumor na mozgu. Nakon što saznaje da bi se tumor mogao vratiti, pada u depresiju, sve dok joj drugi ljubavnik ne kaže kako treba iskoristiti sve od života dok još može.
Film je bio nominiran za Oscar za najbolji film.
1963. je snimljena obrada pod nazivom Ukradeni sati.

## Glumci
- Bette Davis - Judith Traherne
- George Brent - Dr. Frederick Steele
- Humphrey Bogart - Michael O'Leary
- Geraldine Fitzgerald - Ann King
- Ronald Reagan - Alec Hamm
- Henry Travers - Dr. Parsons
- Cora Witherspoon - Carrie

## Zanimljivosti
- Bette Davis je uvijek govorila da joj je ovo najdraži film koji je snimila.
- Barbara Stanwyck također se prijavila za ulogu, ali Jack Warner ju nije mogao zamisliti u ulozi dame iz visokog društva.
- Lik  Humphreyja Bogarta govori  irskim naglaskom.

## Vanjske poveznice
- Mračna pobjeda u internetskoj bazi filmova IMDb-a